# Palpada fuliginosa
Palpada fuliginosa är en tvåvingeart som först beskrevs av Hull 1935.  Palpada fuliginosa ingår i släktet Palpada och familjen blomflugor.
Artens utbredningsområde är Costa Rica. Inga underarter finns listade i Catalogue of Life.